# Tropiduridae
Tropiduridae (лат.) — семейство пресмыкающихся из подотряда игуанообразных.
Представители семейства обитают в Южной Америке, на Галапагосских островах, на островах Вест-Индии.
Ведут преимущественно наземный образ жизни, некоторые виды приспособились к холодному климату Анд и Огненной Земли. Несколько видов яйцеживородящи. Питаются насекомыми и мелкими беспозвоночными.

## Классификация
На декабрь 2017 года в семействе насчитывается 136 видов из 8 родов:
| Научное название | Русское название                    | Количество видов |
| ---------------- | ----------------------------------- | ---------------- |
| Eurolophosaurus  |                                     | 3                |
| Microlophus      |                                     | 23               |
| Plica            | Плики                               | 8                |
| Stenocercus      | Узкохвостые игуаны                  | 68               |
| Strobilurus      | Стробилюрусы                        | 1                |
| Tropidurus       | Килехвостые игуаны, или тропидурусы | 30               |
| Uracentron       | Шипохвостые игуаны                  | 2                |
| Uranoscodon      | Ураноскодоны                        | 1                |

Ранее в состав семейства Tropiduridae включали также представителей семейств Leiocephalidae и Liolaemidae.